# 孔皮尼
孔皮尼（法語：Compigny，法語發音：[kɔ̃piɲi]）是法国勃艮第-弗朗什-孔泰大区约讷省的一个市镇，位于该省北部，和塞纳-马恩省接壤，属于桑斯区。

## 地理
孔皮尼（48°21'55"N, 3°16'33"E）面积7.79 平方千米，位于法国勃艮第-弗朗什-孔泰大區约讷省，该省份为法国中北部内陆省份，西接卢瓦雷省，西北接塞纳-马恩省，南至涅夫勒省，东临科多尔省，东北与奥布省接壤。
与孔皮尼接壤的市镇（或旧市镇、城区）包括：小维勒诺克斯、帕伊、普莱西圣让、塞日讷。

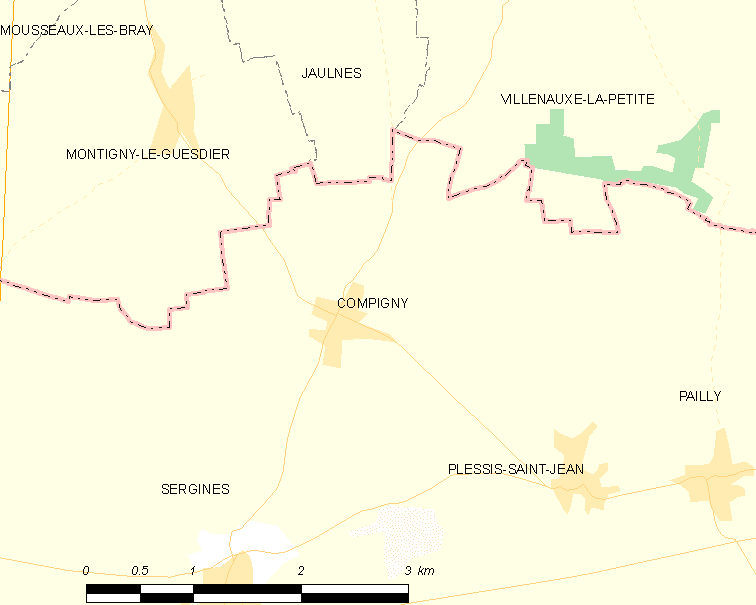
孔皮尼的OSM定位图

孔皮尼的时区为UTC+01:00、UTC+02:00（夏令时）。

## 行政
孔皮尼的邮政编码为89140，INSEE市镇编码为89115。

## 政治
孔皮尼所属的省级选区为奥勒斯河畔托里尼县。

## 人口

1962-2008年间孔皮尼人口变化图示

孔皮尼于2022年1月1日时的人口数量为182人。